# Ото Вайнингер
Ото Вайнингер (на немски: Otto Weininger; 3 април 1880 – 4 октомври 1903) е австрийски философ от еврейски произход.
През 1903 публикува книгата си „Пол и характер“ (на немски: Geschlecht und Charakter), с която си спечелва популярност след самоубийството си на 23-годишна възраст. В академичните среди днес Вайнингер е характеризиран като носител на мизогинна (женомразка) и антисемитска философия, но също така е определян като велик гений от философа Лудвиг Витгенщайн и писателя Аугуст Стриндберг.

## Биография
Роден е на 3 април 1880 година във Виена, Австро-Унгария, в семейството на еврейския златар Леополд Вайнингер и съпругата му Аделхейд. След като завършва основно училище и гимназия през юли 1898, Вайнингер се записва в Университета във Виена през октомври на същата година. Учи философия и психология, но посещава и курсове по естествени науки и медицина. Още много млад изучава гръцки, латински, френски и английски, а по-късно научава испански и италиански и получава пасивни знания по езиците на Аугуст Стриндберг и Хенрик Ибсен (т.е. шведски и датски-норвежки).
През есента на 1901 г. Вайнингер се опитва да намери издател за работата си „Ерос и Психея“, която той предлага на своите преподаватели Йодл и Мюлнер като дисертация през 1902. Среща се и със Зигмунд Фройд, който обаче не пожелава да препоръча текста на издател. Неговите преподаватели приемат дисертацията и Вайнингер получава докторска степен. Скоро след това той с гордост и ентусиазъм става протестант.
През 1902 Вайнингер отива в Байройт, където наблюдава изпълнението на Парсифал от Рихард Вагнер, което го впечатлява дълбоко. През Дрезден и Копенхаген пътува след това до Кристияния (Осло), където за първи път вижда Хенрик Ибсен и неговата драма „Пер Гинт“ на сцената.
След завръщането си във Виена Вайнингер страда от пристъпи на дълбока депресия. Решението да се самоубие постепенно се загнездва в съзнанието му, обаче след разговор с приятеля си Артур Гербер, Вайнингер решава, „че още не е време".
През юни 1903, след месеци усилена работа, книгата му „Пол и характер – Фундаментално изследване – Опит да се поставят сексуалните отношения в нова и решаваща светлина“ е публикувана от издателите във Виена „Браумюлер & Ко“. Книгата съдържа дисертацията му, към която са прибавени три нови съществени глави: (XII) „Характер на жената и нейната връзка с Вселената“, (XIII) „Юдаизъм“ и (XIV) „Жените и човечеството“. Въпреки че книгата не е възприета отрицателно, тя не създава очакваната сензация. Вайнингер е нападнат от лайпцигския професор Пол Юлиус Мьобиус, автор на книгата „Върху психологическия дефицит на жените“, който го обвинява в плагиатство. Дълбоко разочарован и измъчван от съмнения, Вайнингер заминава за Италия.
След като се завръща във Виена, прекарва последните пет дни от живота си неговите родителите. На 3 октомври наема стая в къщата на улица „Шварцпанирщрасе“ 15, където е починал Лудвиг ван Бетовен. Казва на домакинята, че не трябва да бъде обезпокояван, тъй като планира да работи и след това да си легне късно. Същата вечер написва две писма, едното до баща си, а другото до брат си Рихард, в които им съобщава решението си да се застреля.
На 4 октомври Вайнингер е намерен смъртоносно ранен с изстрел в сърцето и умира към десет и половина сутринта във Виенската болница „Алгемайнес Кранкенхаус“. Погребан е в протестантското гробище „Matlzleinsdord“ във Виена. На надгробния надпис, дело на неговия баща, пише:
| „ | Този камък покрива упокойното място на един младеж, чийто дух никога не намери покой на земята. И след като съобщи откровенията на духа и душата си, той повече не можеше да остане сред живите. Той потърси смъртното обкръжение на един от най-великите в дома „Шварцшпаниер“ във Виена и унищожи там своята телесност. | “ |

## Научна дейност

### „Пол и характер“
„Пол и характер“ (1903) е най-известният труд на Вайнингер, като за някои от твърденията му (но и като цяло) той бива често критикуван. В книгата си Вайнингер казва, че всички хора са съставени от микс от мъжко и женско (като субстанции) и се опитва да подкрепи научно този свой възглед. Мъжкият аспект е активен, продуктивен, съзнателен и морален, логичен, докато женският е пасивен, непродуктивен, несъзнателен и аморален, алогичен. Вайнингер смята, че еманципацията трябва да се резервира за по-мъжествените жени, тоест някои лесбийки, и че животът на жените е консумиран от сексуалната функция, едновременно като акт, като проституция, и като продукт, като майчинство. Жената е „сватовница“. В контраст, функцията на мъжа, на мъжкия аспект на личността, е да се бори да стане гений, и да се откаже от сексуалността си за абстрактна любов към абсолюта, Бог, който намира в себе си.
Значителна част от книгата е посветена на природата на гения. Вайнингер твърди, че няма такова нещо като конкретна гениалност (при Вайнингер е само мъжка), например, в математиката или в музиката, а има само универсален гений, в когото е всичко, което съществува и което има смисъл. Той аргументира, че такъв гений вероятно е присъщ на всички хора до известна степен.
В отделна глава Вайнингер, самият той евреин, който приема християнството през 1902, анализира архетипа на евреина като женствен и по този начин дълбоко нерелигиозен, без истинска индивидуалност (душа) и без чувство за добро и зло. Християнството е описано като „най-голям израз на най-висока вяра“, а юдаизмът се нарича „най-крайната форма на мерзостта“. Вайнингер заклеймява упадъка на съвремието и приписва това на женствеността и по този начин на женското влияние. Според Вайнингер всеки демонстрира в някаква степен женственост и това, което той нарича „еврейщина“.
Сред основните му тези, които по-късно стават обект на силна феминистка критика е, че разликата между мъжкото и женското начало трябва да се идентифицира с разликата между моралното и аморалното. Противопоставяйки постоянно „мъжки“ на „женски“ черти на характера, Вайнингер стига до извода, че мъжът стои много по-високо от жената в морално отношение, в областта на творчеството и в науката. Той се опитва да се противопостави на възгледа, че жената притежава добродетели като състрадателност, загриженост, че тя може да обича нормално. Тези идеи са в някаква степен повлияни от Артур Шопенхауер и Фридрих Ницше, макар че като цяло мисълта на австрийския философ е независима от школи и авторитети.
Самоубийството на Вайнингер в къща във Виена, където е починал Бетовен, е последвано от няколко подражателски самоубийства, а книгата му се превръща в бестселър. Книгата получава възторжени отзиви от Аугуст Стриндберг, който пише, че тя е „решение на вероятно най-трудния от всички проблеми“, на „женския въпрос“.

### Влияние върху Витгенщайн
Лудвиг Витгенщайн прочита книгата на Вайнингер като ученик и е дълбоко впечатлен от нея, по-късно той я включва в списъка на книгите, оказали най-голямо влияние в живота му и я препоръчва на приятели. Въпреки това, дълбокото възхищение на Витгенщайн от Вайнингер е съчетано с принципни несъгласия с неговата позиция. Витгенщайн пише на Джордж Едуард Мур:
| „ | Не е необходимо или по-скоро не е възможно, да се съгласим с него, но величието се крие в това, с което не сме съгласни. Неговото творчество е огромна грешка, но е велико! | “ |

Темите за упадъка на съвременната цивилизация и задължението да усъвършенствуваш гения си непрекъснато се срещат в по-късните произведенията на Витгенщайн.

### Физиогномия
Приятелят на Вайнингер Артур Гербер дава описание на физиогномиката му в „Ecce homo“, предговор към „Taschenbuch und Briefe an einen Freund“ (E.P.Tal.& Co., Leipzig/Vienna 1922):
| „ | Никой, видял веднъж лицето му, не можеше вече да го забрави. То беше забележително с голямото си изпъкнало чело. Лицето изглеждаше особено поради големите очи, погледът сякаш обхващаше всичко. Въпреки младостта си, лицето му не изглеждаше красиво, даже беше грозно. Аз никога не го видях да се смее, да се усмихва. Лицето му беше винаги строго и сериозно. Само когато сме били навън, през пролетта, изглежда, че се отпускаше и тогава беше весел и в добро настроение. На много концерти сияеше от щастие. Най-интересните моменти, когато сме били заедно бяха, когато говореше за идеята, която го вълнуваше в момента, тогава очите му бяха изпълнени с щастие. В останалите случаи лицето му беше непроницаемо. Човек не можеше никога – с изключение на последните месеци – да открие на лицето му дори и намек за онова, което се случваше дълбоко в душата му. Към края напрегнатите мускули често щяха да се свиват и остри бръчки щяха да се появяват на лицето му сякаш той беше измъчван от непоносима болка. Ако го питах за причината, той се поставяше под контрол веднага, даваше уклончиви отговори или заговаряше на други теми. Маниерите му често предизвикваха изненада, а понякога и усмивка, тъй като малко го беше грижа за традициите и предразсъдъците. Влиянието на неговата личност беше най-силно през нощта. Тялото му ставаше сякаш по-голямо, имаше нещо призрачно в неговите движения и нещо демонично в неговите маниери. И тогава, както често се случваше понякога, речта му ставаше страстна и когато махваше във въздуха с бастуна или чадъра си, като че ли води борба с невидим дух, човек винаги си спомняше за персонаж от, породен от въображението на Е.Т.А. Хофман. | “ |

### Вайнингер и нацистите
Отделни части от творбите на Вайнингер биват използвани от нацистката пропаганда, въпреки факта, че той активно се противопоставя на идеята за висшата раса, която се идентифицира с нацистите. От друга страна, възгледите на Вайнингер не могат да бъдат редуцирани до опростенчески егалитарен либерализъм: „Геният вероятно най-рядко се проявява между негрите, и стандартите им в морално отношение са толкова ниски, че сега започва да се признава в Америка, че тяхната еманципация е била един неразумен акт.“ (Sex and Character, New York: G.P.Putnam, 1906, стр.306). Въпреки това книгите на Вайнингер са преследвани от нацистите.